# Heinrich Rengel
Heinrich Rengel (* 1907; † 1979) war Kompaniekommandant des Freiämter Bataillons 46 und einer der Vorkämpfer der Schweizer Frontistenbewegung, Gründer und Präsident der Eidgenössischen Kampfpartei (EKP).

## Leben
Der gelernte Gärtner trat 1931 in die Migros ein und stieg zu einem der engsten Mitarbeiter des Migros-Gründers Gottlieb Duttweiler auf. Später übernahm er die Leitung der Genossenschaft Migros Basel. 1957 trat Heinrich Rengel aus der Migros aus und engagierte sich im Obst- und Gemüsehandel. 1962 gründete er seine eigene Firma in Oensingen.
Im Füsilierbataillon 46 führte er von 1940 bis 1945 die erste Kompanie, ab 1946 war er Bataillonskommandant, ab 1954 stellvertretender Kommandant des Infanterieregiments 24.
In der Frontenbewegung aktiv war er ab 1940, dem Gründungsjahr seiner Partei. 1942 gelang es ihm, vor allem in Muri und Umgebung aufgrund seines Charismas und seines Auftretens eine Anhängerschaft um sich zu scharen. Die Eidgenössische Kampfpartei war die einzige frontistische Partei oder Bewegung, die im katholisch-konservativen Freiamt eine gewisse Bedeutung erlangen konnte, was nicht einmal der ansonsten stärksten und grössten rechtsextremistischen Schweizer Partei in diesen Jahren, der Nationalen Front, gelungen war.
Er war Gründer und Verwaltungsratspräsident der Frucht AG in Oensingen.

## Quelle
- Aargauer Zeitung, Ausgabe vom 3. Februar 2010